# Титовизъм
Титовизмът е комунистическа идеология, оглавявана от югославския лидер Йосип Броз Тито, изразяваща се в самоуправление и неутралност. Титовизмът отхвърля западния капиталистически модел, но в същото време се дистанцира и от съветския такъв, който се счита за недемократичен. В крайна сметка, титовизмът се оказва неуспешен опит за трета алтернатива за развитие и модернизация през 20 век.
Терминът се използва за обозначаване на специфичната политическа идеология, която се пропагандира в Югославия след разкола между Съветския съюз и Титова Югославия, настъпил след отхвърлянето на резолюцията на Коминформбюро от Югославската комунистическа партия.